# Lukavica (Sarajevo)

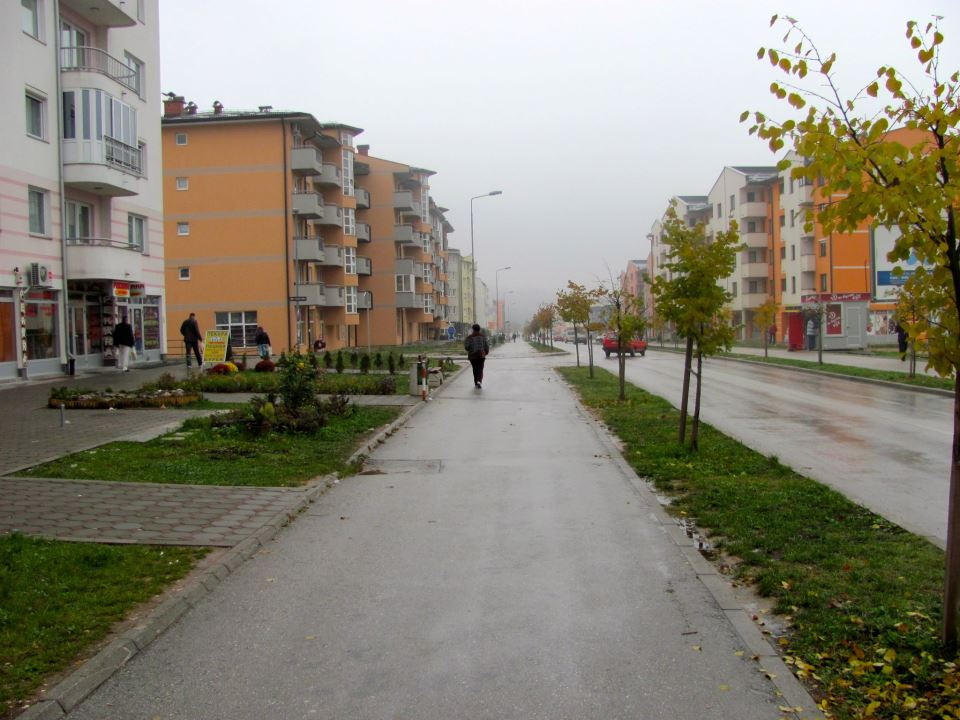
Lukavica

Lukavica ist ein Vorort von Sarajevo. Er gehört, im Gegensatz zum Großteil der Stadt, zur Republika Srpska. Vor dem Bosnienkrieg war Lukavica ein Teil von Novo Sarajevo.
Der Ortsteil befindet sich östlich des Flughafens und unterhalb des Hügels Mojmilo. Im Westen grenzt der Stadtteil Dobrinja an Lukavica.